# Swezwilderia
Swezwilderia is een geslacht van rechtvleugeligen uit de familie krekels (Gryllidae). De wetenschappelijke naam van dit geslacht is voor het eerst geldig gepubliceerd in 1929 door Lucien Chopard.

## Soorten
Het geslacht Swezwilderia omvat de volgende soorten:
- Swezwilderia bryani Chopard, 1929
- Swezwilderia tshernovi Gorochov, 1986